# Immigration en Israël

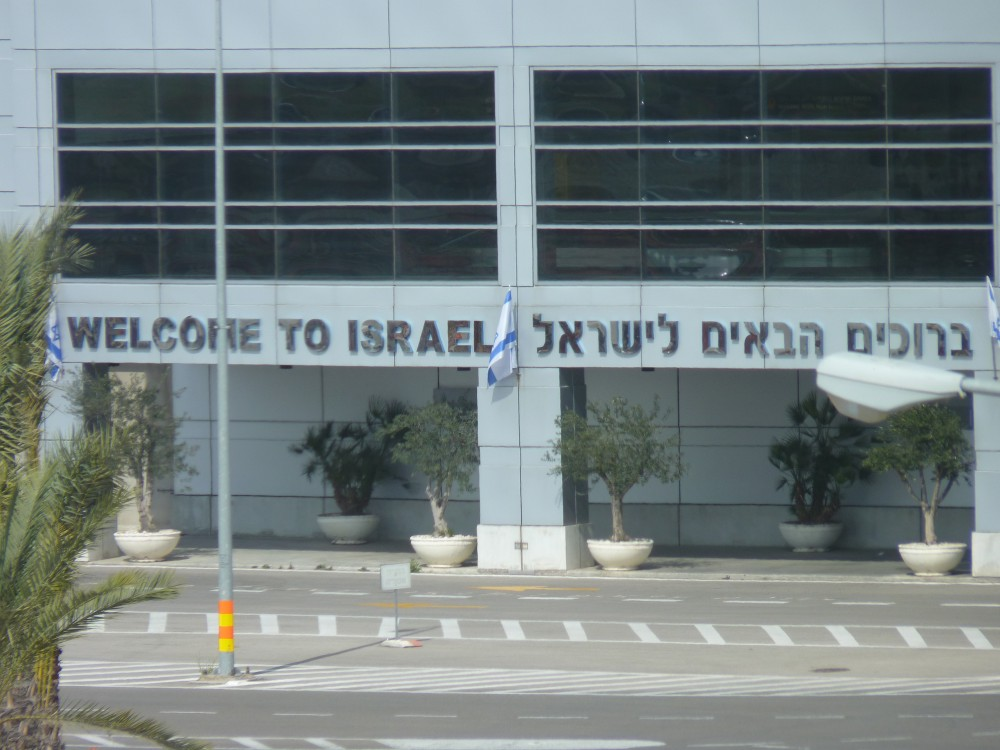
Aéroport Ben Gourion, Tel Aviv, Israël.

L'immigration en Israël concerne des individus, essentiellement de confession (ou plutôt, de nationalité) juive, nés dans un autre pays et qui se sont installés en Israël après sa déclaration d'indépendance le 14 mai 1948.
Parce qu'il s'agit d'un État particulier fondé sur des origines (culturelles, religieuse, politique...) définies, l'immigration en Israël ou alyah (montée), Israël possède une population d'origines et de cultures cosmopolites.
En plus de l'alya, il existe différentes formes d'immigration non-juive en Israël.

## Statistiques
Les migrations juives se sont amplifiées à partir de 1948 sur ce qui est devenu l'État d'Israël.
En moins de trois ans après son indépendance, Israël a accueilli environ 600 000 immigrants, pour la plupart rescapés des camps de la mort d'Europe de l'Est ou de pays arabes. En tant qu'État, Israël est le seul pays au monde à avoir accueilli autant de population en aussi peu d'années.
Près de 3,05 millions de personnes sont arrivées en Israël entre 1948 et 2008, sur une population totale de 7,766 millions d'habitants en 2011, passée à 8,3 millions d'habitants en juillet 2017.
Son taux d'accroissement de la population s'élève à 1,5 % et son taux migratoire est de 2,2 migrants/1 000 environ en 2017.
Les différents groupes ethniques et nationalités du pays se répartissent comme suit (estimations de 2016), :
- Juif : 74,7 %
  - 76,3 % nés en Israël (sabra)
  - 16,2 % nés en Europe / Amérique / Océanie
  - 4,8 % nés en Afrique
  - 2,7 % nés en Asie
- Arabe : 25,2 % (principalement de confession musulmane, druze et chrétienne)
- faible pourcentage variable de non-classés[4]

Plus de 25 000 Israéliens vivent dans les hauteurs du Golan, territoire syrien, conquis par l'armée israélienne au 10 juin 1967 (en 2022) ; environ 250 000 Israéliens sont implantés en Cisjordanie, zone annexée par le pouvoir jordanien en 1950, également conquise par l'armée en juin 1967; de plus, environ 250 000 israéliens vivent à Jérusalem-Est, secteur conquis par l'armée israélienne dès le 7 juin 1967, au cours de la guerre des Six Jours .
Entre 1948 et 2008, Israël compte près de 50 900 habitants supplémentaires chaque année. Cependant, cela cache des disparités à l'échelle des temps avec un maximum atteint en 1949 avec 239 954 arrivées, contre seulement 9 505 en 1986.

## Vagues migratoires

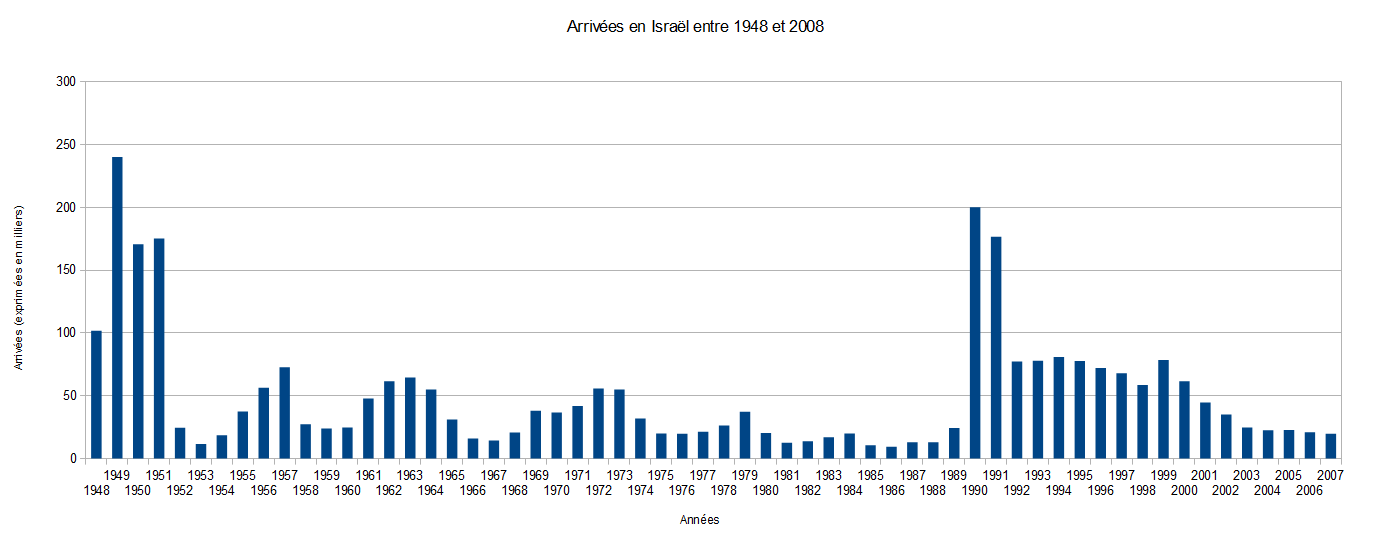
Arrivées en Israël entre 1948 et 2008.

Cette affluence migratoire n'a donc pas été continue car deux phases d'arrivées massives se distinguent : la première à la suite de la création de l'État israélien et jusqu'en 1951 ; et la seconde au début des années 1990 en lien avec le démantèlement de l'URSS. Ainsi, ces deux périodes majeures (soit six années : 1948-1951 et 1990-1991) cumulent à elles-seules 1,064 million d'arrivées (environ 177 000 migrants chaque année), soit 34,9 % du total de la période 1948-2008.
En effet, au cours de cette période de 1948-2008, l'immigration vers l’État d'Israël s'est faite par vagues, et ceci avec des aires géographiques spécifiques à chacune des vagues. Les migrants sont donc d'origine très variée. Entre 1948 et 1995, quatre ensembles de pays prédominent dans les affluences :
– l'URSS : 813 708 arrivées dont près de 73 % entre 1990 et 1995 (soit près de 600 000 soviétiques déplacés) ;
– l'ensemble Bulgarie-Pologne-Roumanie : 488 413 migrants dont 69 % entre 1948 et 1960 (soit environ 335 000 arrivées) ;
– le Maghreb (Maroc, Algérie et Tunisie) : 345 7533 arrivées dont 80 % entre 1952 et 1971 (soit près de 278 000 habitants supplémentaires) ;
– le bloc Irak-Iran-Syrie-Turquie : 277 754 migrants dont 76 % entre 1948 et 1960 (soit environ 210 000 arrivées).
| Pays               | Arrivées |
| ------------------ | -------- |
| URSS               | 813 708  |
| Maghreb            | 345 753  |
| Roumanie           | 273 957  |
| Pologne            | 171 753  |
| Irak               | 130 302  |
| Iran               | 76 000   |
| États-Unis         | 71 480   |
| Turquie            | 61 374   |
| Yémen              | 51 158   |
| Éthiopie           | 48 624   |
| Argentine          | 43 990   |
| Bulgarie           | 42 703   |
| Égypte et Soudan   | 37 548   |
| Libye              | 35 865   |
| France             | 31 172   |
| Hongrie            | 30 316   |
| Inde               | 26 759   |
| Royaume-Uni        | 26 236   |
| République tchèque | 23 984   |
| Allemagne          | 17 912   |
| Afrique-du-Sud     | 16 277   |
| Yougoslavie        | 10 141   |
| Syrie              | 10 078   |

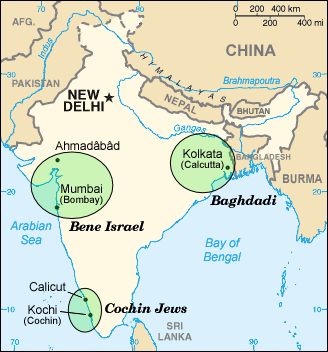
Localisation des communautés juives en Inde avant leur émigration en Israël.

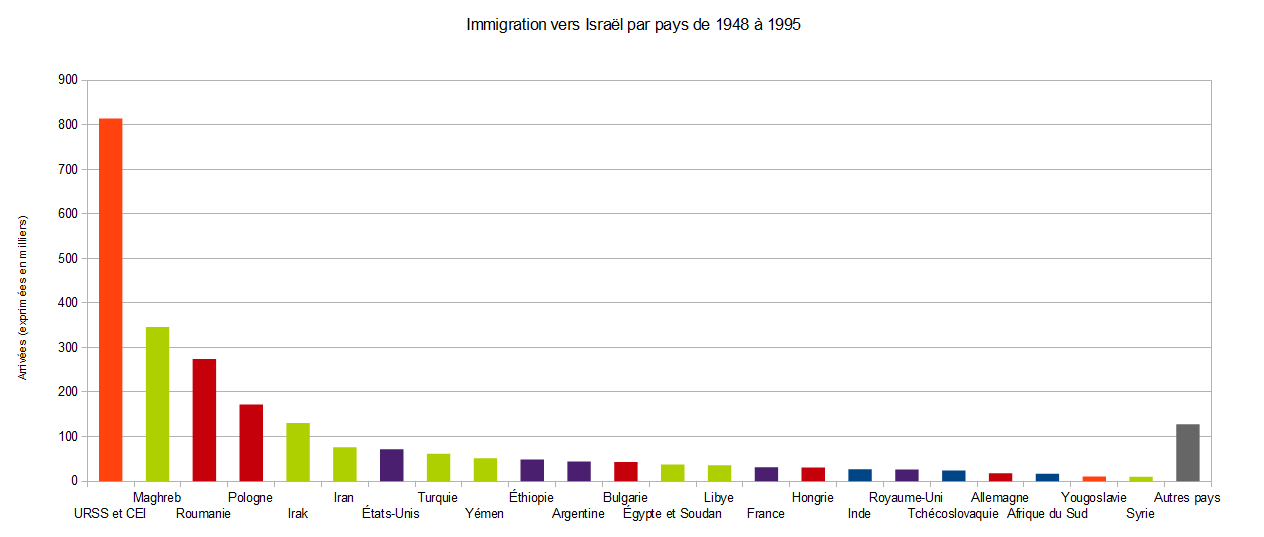
Répartition des arrivées en Israël depuis 1948 en fonction du pays d'origine du migrant. (Rouge : 1940' - 1950' ; Vert : 1960' - 1970' ; Violet et Bleu : 1980' ; Orange : 1990'.)

Les déplacements migratoires qu'a connu Israël concernent donc des populations juives de zones géographiques variées, et sont concentrés sur des périodes très courtes : sur la période d'étude, près des trois quarts des Juifs déplacés d'une même aire géographique affluent en moins d'une vingtaine d'années.

## Immigration juive

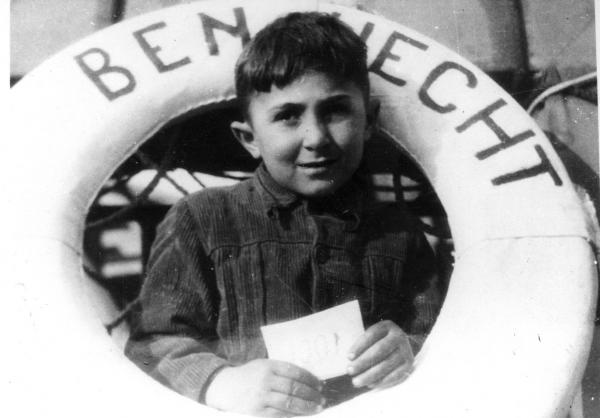
Jeune immigrant vers Israël sur le navire Ben Hecht, 1947.

### Avant 1948
À la fin du XIXe siècle et dans la première moitié du XXe siècle, l'affirmation de nationalismes en Europe centrale et orientale s'accompagne de mesures antisémites prises contre la minorité juive. Les massacres nazis des années 1930-1940 vont renforcer cette émigration de l'Europe vers Israël, la Terre de leurs ancêtres mythiques car malgré l'extermination des Juifs, les rescapés de la Shoah fuyant les ruines de l'antisémitisme, sont à la recherche d'une vie meilleure et libre.

### Après 1948

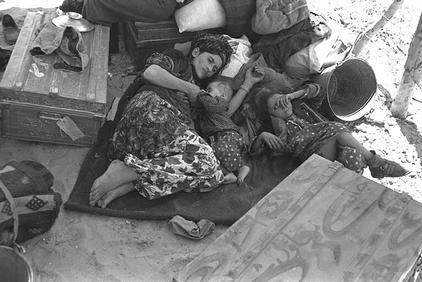
Réfugiés juifs d'Irak en Israël, 1951.

#### Les années 1940 et 1950
Les rescapés de la Shoah mais aussi des Juifs polonais, roumains, bulgares et tchécoslovaques vont émigrer en Israël jusque dans les années 1960, profitant à partir de 1950 de la « Loi du Retour » ou alyah, base de la fondation de l’État. Celle-ci attribue la nationalité israélienne à toute personne juive, qui souhaite retrouver la Terre de ses ancêtres. Ainsi, entre 1948 et 1951, 320 000 Juifs européens, principalement citadins, rejoignent Israël.

#### Les années 1960 et 1970
Après 1948 et jusqu'en 1970, les pays arabes voisins d'Israël sont fortement perturbés en raison de guerres avec cet État nouvellement créé (comme celle des Six Jours en 1967), entraînant une dégradation de la situation des minorités juives mizrahi dans ces pays. Ainsi, dans ces régions, les Juifs sont soit expulsés par les dirigeants arabes, soit choisissent de partir à la quête d'une amélioration de leurs conditions de vie. De plus, de vastes opérations s'organisent comme au Yémen avec l'opération Tapis volant et en Irak avec l'opération Ezra et Néhémie, pour « rapatrier » les Juifs des pays arabes vers le foyer national juif.
De plus, les pays du Maghreb connaissent aussi de violents mouvements nationalistes, entraînant leur indépendance entre 1956 et 1962 (Maroc et Tunisie puis Algérie). Au total, ce sont près de 400 000 Juifs séfarades du Grand Maghreb, qui immigrent en Israël, représentant un peu moins de la moitié des retours jusqu'en 1971, et près de 300 000 Juifs d'Iran, de Turquie, d'Irak, de Syrie et du Yémen, qui rejoignent Israël de 1948 à 1971.
À ces derniers, s'ajoute la migration de 20 000 Juifs mizrahim indiens, causée par des pressions religieuses, mais aussi dans l'optique de se réunir en « Terre promise ».⁹
Contrairement aux Juifs ashkénazes en provenance d'Europe, les Juifs mizrahi du Moyen-Orient, d'Inde et du Maghreb connaissent en Israël des difficultés d'intégration, ayant un statut social et économique faible,.
À partir de 1968, Israël subit une transformation démographique capitale, avec l'arrivée des premiers immigrants russes. En Union soviétique, les Juifs sont alors confrontés à un antisionisme qui assimile volontiers sionistes et Juifs. Cela incite des centaines de milliers de Juifs à quitter l'URSS. Un premier pic est atteint en 1973 où 34 000 Juifs soviétiques arrivent en Israël.

#### Les années 1980
Les années 1980 marquent une rupture dans la dynamique migratoire israélienne. En effet, il y a 43 % en moins d'immigrés en Israël entre 1980 et 1989 qu'entre 1972 et 1979. De plus, à plusieurs reprises, le bilan migratoire de la population juive devient négatif, les départs (notamment vers les États-Unis) étant plus nombreux que les arrivées.
Pour autant, un changement dans la composition des nouveaux arrivants s'amorce de par la venue de près de 30 000 Juifs français et britanniques, 34 000 Juifs américains entre 1980 et 2000. Le motif principal est la volonté de trouver du travail, et ceci étant d'autant plus prononcé pour les 24 000 Juifs argentins qui rejoignent Israël entre 1972 et 1989. Ces derniers, victimes de crises économiques, politiques et sociales qui touchent le pays, sont attirés par Israël, qui leur garantit une aide financière.
Par ailleurs, les Juifs éthiopiens, appelés Falashas, sont nombreux à immigrer vers Israël. Au total, près de 80 000 personnes quittent leur pays pour l’État israélien entre 1980 et 2006, à cause de conflits frontaliers soit avec la Somalie de 1977 à 1998, soit avec l’Érythrée de 1998 à 2000. Ces mouvements migratoires sont ponctués tout d'abord par l'opération Moïse, qui permet la venue de plus de 7 000 falashas entre novembre 1984 et janvier 1985, et puis par l'opération Salomon, menée en mai 1991 avec le transfert de 15 000 Juifs éthiopiens. Principalement jeunes (la moitié ayant moins de 18 ans) et isolés par leur culture et leurs coutumes, ils rencontrent au début de graves problèmes d'intégration dans la société israélienne qui s'amenuisent lentement.

#### Les années 1990
Dans les années 1990, on assiste à une immigration massive des Juifs soviétiques. À la suite de rapprochements opérés par Mikhaïl Gorbatchev entre l'URSS et Israël, près de 770 000 Juifs de l'ex-URSS immigrent vers l’État israélien, représentant 81 % des retours, entre 1990 et 1999. Mais, ces mouvements ont été largement accentués par la mise en place de la Perestroïka et de la Glasnost sous le gouvernement de M. Gorbatchev (accordant plus de libertés), par la détérioration de l'économie de l'URSS et par les conflits ethniques dans les anciennes républiques.
D'origine urbaine, les immigrés se répartissent dans les grandes villes, leurs niveaux culturel et professionnel étant élevés (adultes de formation universitaire : médecin, scientifique et artiste). Il s'ensuit aussi, en lien avec la chute du communisme en URSS et en Europe, d'autres vagues d'immigration mais de plus petites ampleurs. Près de 50 000 Juifs des anciennes républiques de l'URSS d'Asie centrale et 17 000 Européens de l'Est rejoignent Israël, durant la première décennie après la dislocation de l'URSS. À cela s'ajoute l'arrivée de 1 800 Juifs yougoslaves seulement pour l'année 1992, date de l'éclatement de la république fédérative socialiste de Yougoslavie.
Durant cette même période et en lien avec la fin de l'Apartheid en 1991, la plupart des Juifs d'Afrique du Sud migrent vers Israël.

## Immigration non juive

### Immigration de travail
L'hétérogénéité de la population israélienne s'est accentuée depuis 1988 par un phénomène nouveau : l'immigration de travailleurs non Juifs. Le recours à une main-d’œuvre étrangère s'est instaurée depuis la première intifada en 1988, afin de remplacer les travailleurs Palestiniens de Gaza et de Cisjordanie, jugés dangereux. Ainsi, au début des années 2000, près de 300 000 étrangers (principalement thaïlandais, philippins, chinois, sri-lankais ou roumains) viennent travailler dans l’État israélien.
En 2019, Israël compte 100 000 travailleurs légaux, et estime que le même nombre sont restés après expiration de leur visa. Ils n'ont théoriquement pas le droit de fonder une famille, mais beaucoup de femmes ont des enfants sans les déclarer. Les autorités souhaitent les expulser.

### Immigration illégale
Par ailleurs, un nombre croissant de migrants entrent illégalement en Israël depuis les années 2000. Aussi, des enfants de migrants n'ayant pas de citoyenneté ou ces migrants illégaux en Israël, n'y possédant de fait pas de statut, ni de protection, le ministère de l'Intérieur se penche-t-il sur des plans de légalisation de résidence et le Haut Commissariat des Nations unies pour les réfugiés (HCR), constate que le gouvernement israélien déploie des efforts pour réduire le nombre de travailleurs illégaux dans le pays.

### Demandeurs d'asile

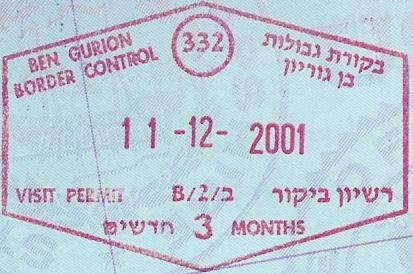
Tampon d'entrée en Israël, 2001.

Historiquement, Israël s'est offert comme terre d'asile et le cas le plus célèbre a été l'entrée de plusieurs centaines de « boat-people » vietnamiens dans les années 1970. 360 d'entre eux sont accueillis entre 1977 et 1979.
Israël est signataire des conventions de l'ONU sur la protection des réfugiés et le Haut Commissariat des Nations unies pour les réfugiés (UNHCR) traite les demandes d'asile en Israël depuis des décennies.
En 2004, près de 1 000 entretiens de détermination du statut de réfugié ont eu lieu en Israël : 250 personnes ont reçu le statut de réfugié. La plupart des réfugiés viennent de Côte-d'Ivoire, du Libéria, de la Sierra Leone, d'Érythrée, et de Birmanie. Environ 100 réfugiés provenant de Bosnie ont été accueillis en 1993 et près de 4000 du Liban après que l'armée israélienne a achevé son retrait en mai 2000.
À partir de 2007 de nombreux réfugiés, principalement Érythréens et Soudanais, arrivent illégalement en Israël par la frontière avec l'Égypte. Une clôture est construire pour empêcher les passages. Ils seraient environ 38 000 personnes en 2018 que le gouvernement souhaite expulser vers des pays tiers.

## Émigration
Le terme yérida qui signifie « descente » est le contraire de l'alya.